# Чейс Кроуфорд
Кристофър Чейс Кроуфорд (на английски: Christopher Chace Crawford) е американски актьор, известен преди всичко с ролята си на богато момче в сериала „Клюкарката“. От 2019 г. участва в сериала „Момчетата“.
Баща му е дерматолог, а майка му учителка. След завършване на средно образование се мести да живее в Малибу, Калифорния.
През 2009 година списанието People го обявява за най-привлекателния ерген на лятото.